# Коновка (Липецкая область)
Коно́вка — деревня Среднематрёнского сельсовета Добринского района Липецкой области.
Расположена на правом берегу реки Матрёнки; на противоположном находится деревня Александровка. На юге к Коновке примыкает центр поселения село Средняя Матрёнка.
Название — патрономическое, по имени первого владельца Коно́на Черно́ва

## История
Возникла в середине XVIII века. Межевание земель было проведено в 1791 году. Земля была куплена поручиком Кононом Андреевичем Черновым и его женой Анной, урожденной Клементьевой.
На карте Менде обозначена как Чарных.
В 1859 году в деревне было 5 дворов, в которых проживало 27 мужчин и 29 женщин.

## Население
| 2010 |
| ---- |
| 51   |